# Donato Acciaiuoli de Cassano
Donato Acciaiuoli de Cassano fou fill de Jacopo Acciaiuoli i germà de Neri I Acciaiuoli.
Fou baró de Cassano i del Castagno (Abruzzos) en feu de Nàpols, el 10 d'octubre del 1392; el 20 de juliol de 1378 fou armat cavaller del poble florentí després de prendre part en els tumults dels Ciompi. Fou governador de Corint el 1365. Orador de Florència a Pistoia el 1373. Podestà de Verona el 1379. Orador de Florència davant el rei de Nàpols el 1383, vicari de Florència a Pèscia el 1384, orador de Florència a Perusa el 1384 i a Pàdua i Venècia el 1389, comissari de Florència a Val d'Elsa el 1390, gonfanoner de Florència el 1391 i el 1394. Orador de Florència a Ferrara el 1393 i a Milà el 1395
Va morir a Roma el 1405. Es va casar amb Onesta Strozzi (primeres noces 1369) i amb Tecca Giacomini Tebalducci, de les que va tenir set fills: Jacopo (Baró de Cassano i del Castagno), Giovanni Acciaiuoli, Antonio Acciaiouli, Laudòmia (morta el 1397), Bartolomea, Neri (noble romà 1401-1429, mort a Florència el març del 1429) i Margherita (morta el 1422). Va tenir també dos fills naturals: Francesco Acciaiuoli, que fou el tronc de la branca bastarda de ducs d'Atenes, i Vanni Acciaiuoli.